# Lennart Enander
Lennart Wlihelm Enander, född 17 april 1916 i Jönköping, död där 18 juli 1997, var en svensk bokbindarmästare och bevarare av kulturmiljöer i Jönköping.
Lennart Enander var son till bokbindaren Wilhelm Enander och Anna Enander. Han övertog vid 23 års ålder den familjeägda bokbinderirörelsen som den fjärde i släkten som blev bokbindare. 
Han gjorde sig känd som förkämpe för att bevara gamla byggnadsmiljöer i Jönköping, med början 1968 för att bevara de senare byggnadsminnesförklarade husen i kvarteret Björnen vid Kristinakyrkan på Östra Storgatan. 
Han hade sedan 1970 sin verkstad i hörnet Fortunagatan–Odengatan på Kålgården. Han bodde tvärs över gatan på Fortunagatan 13. Han var gift med Margareta Enander.
Lennart Enanders plats i hörnet Gelbgjutargatan/Kålgårdsgatan fick sitt namn efter honom omkring 2005. Där finns en bronsstaty över honom, skapad av Peter Gadh.